# James Murphy (homme politique canadien)
Pour les articles homonymes, voir James Murphy et Murphy.
James Murphy (9 mars 1872-16 janvier 1921) est un homme politique canadien de la Colombie-Britannique. Il est député provincial libéral de la circonscription britanno-colombienne de Cariboo de 1903 à 1907.

## Biographie
Né à Lamming Mills (en) en Colombie-Britannique, Murphy étudie sur place et à l'université d'Ottawa. Nommé au barreau de la Colombie-Britannique en 1897, il pratique le droit à Revelstoke, Armstrong et Kamloops.
Murphy meurt de noyade à la suite d'une chute dans la rivière Thompson en janvier 1921 à l'âge de 48 ans.